# Eustomias borealis
Eustomias borealis es una especie de pez de la familia Stomiidae en el orden de los Stomiiformes.

## Morfología
Los machos pueden llegar alcanzar los 14,3 cm de longitud total.

## Hábitat
Es un pez de mar y de aguas profundas que vive 950 m de profundidad.

## Distribución geográfica
Se encuentra en el Atlántico norte.